# Pagani Utopia
El Pagani Utopia es un automóvil superdeportivo con motor central-trasero montado longitudinalmente y de tracción trasera, producido por el fabricante italiano Pagani Automobili S.p.A. Fue desarrollado bajo el nombre en clave "C10" y presentado el 12 de septiembre de 2022 en el Teatro Lírico de Milán. Es el tercer modelo producido por el fabricante, siendo sucesor del Huayra, pero con más potencia y una opción de transmisión manual. Se planeaban un total de 99 ejemplares de la versión cupé cerrada, con posibles variantes abiertas y de pista. La primera serie de cupés ya había sido vendida a los clientes.

## Desarrollo

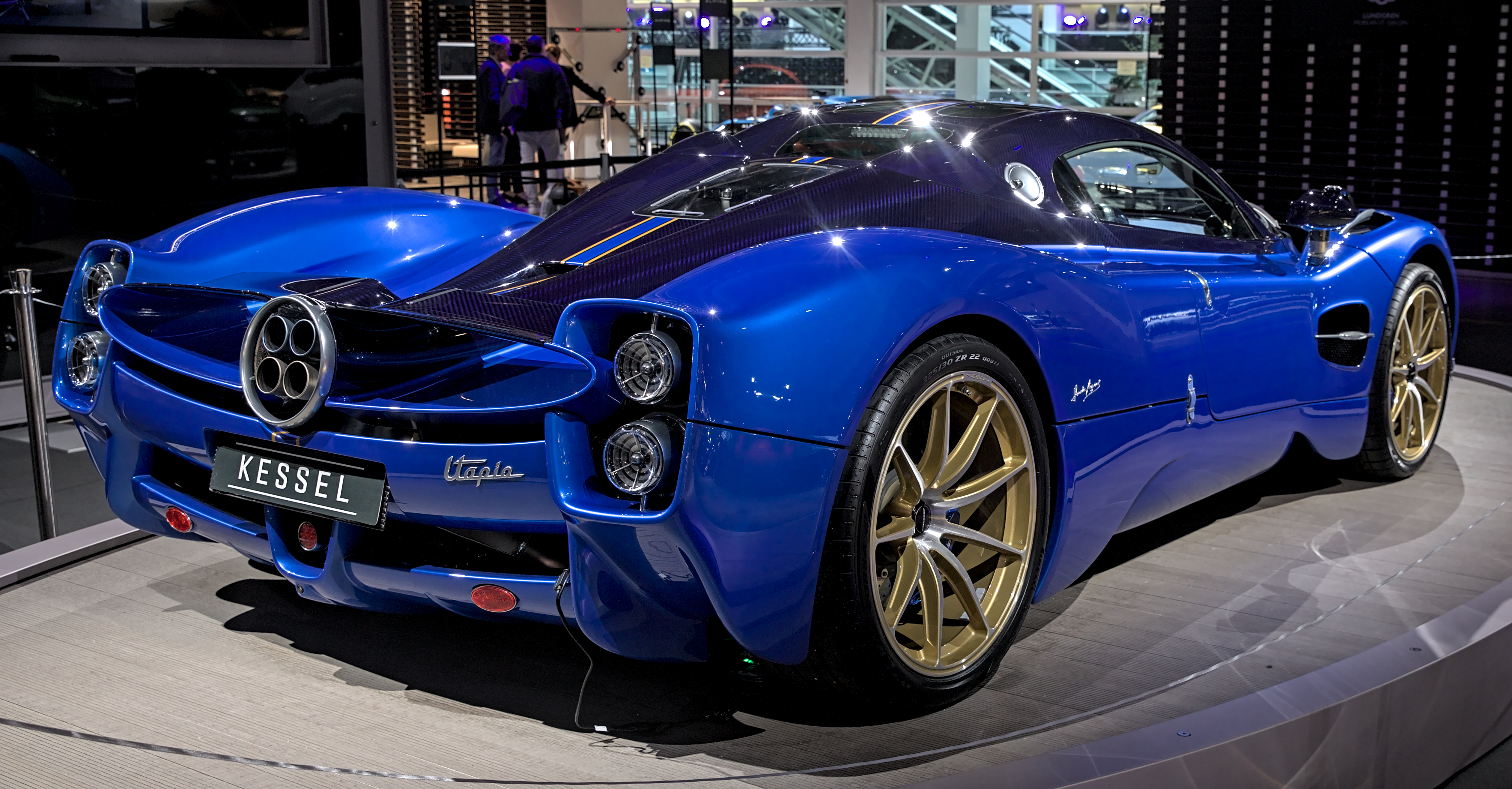
Vista trasera en el Salón del automóvil de Zúrich de 2023

Se desarrolló durante un período de más de seis años y utilizó ocho prototipos completos. Tres de esos prototipos se dedicaron a pruebas de motor que duraron unos dos años. Se realizaron un total de doce modelos a escala, de los cuales diez fueron a 1:5 y otros dos a 1:1.
Su chasis tipo monocasco está fabricado en fibra de carbono e innovadores materiales compuestos, como el Carbo-Titanium y el Carbo-Triax. El subchasis tubular está fabricado en acero cromo-molibdeno. Según el propio fabricante, el peso en seco del coche es de 1280 kg (2822 libras), que se considera extremadamente bajo al tener un V12, lo que supone alrededor de 70 kg (154 libras) menos que el Huayra. En zonas muy específicas se utiliza un nuevo tipo de fibra de carbono, cuya densidad aumenta un 38% más de resistencia. Su desarrollo está pensando en las exigencias de seguridad globales, optimizando la protección mediante más de 50 pruebas de choque de todo tipo.
La carrocería está fabricada con paneles también de fibra de carbono y aluminio, que apenas tiene apéndices aerodinámicos. Además, se ha instalado una serie de conductos y diseñado algunas piezas para refrigerar motor, los frenos y aumentar la carga aerodinámica (downforce) cuando va a gran velocidad. Adicionalmente, en la parte trasera hay dos alerones móviles que modifican su ángulo de ataque en función de las condiciones de circulación, ya sea en autopista, circuito, etc. También presenta líneas fluidas y agresivas, con ambos cofres delantero y trasero hechos de una única pieza. Estos son inclinados con los cuatro faros delanteros ubicados dos a dos, aunque van unidos por una misma cubierta, mientras que la parte delantera tiene una enorme entrada de aire, pero en forma de "H". En la parte trasera dominan cuatro salidas de escape colocadas al centro y resguardadas por otros cuatro faros redondos en posición vertical, hecho de material cerámico para soportar mejor las altas temperaturas y contribuir así a reducir el peso en aproximadamente 6 kg (13 libras). Los retrovisores exteriores a modo de farolas, separan claramente los espejos de la carrocería para que la aerodinámica sea más eficiente.
La aerodinámica es extrema para que siga adhiriéndose al suelo debidamente en giros a altas velocidades. Sus fluidas formas han sido probadas y rediseñadas durante muchas horas de investigación en el túnel de viento, acompañadas de elementos como el labio delantero o las aletas perfectamente integradas, o como el escueto alerón dividido en dos. Otros elementos incluyen el techo de cristal con dos hojas, una pequeña cubierta trasera que deja ver su V12 o las correas de cuero que adornan la unión entre los paneles inferiores y superiores.

## Interior

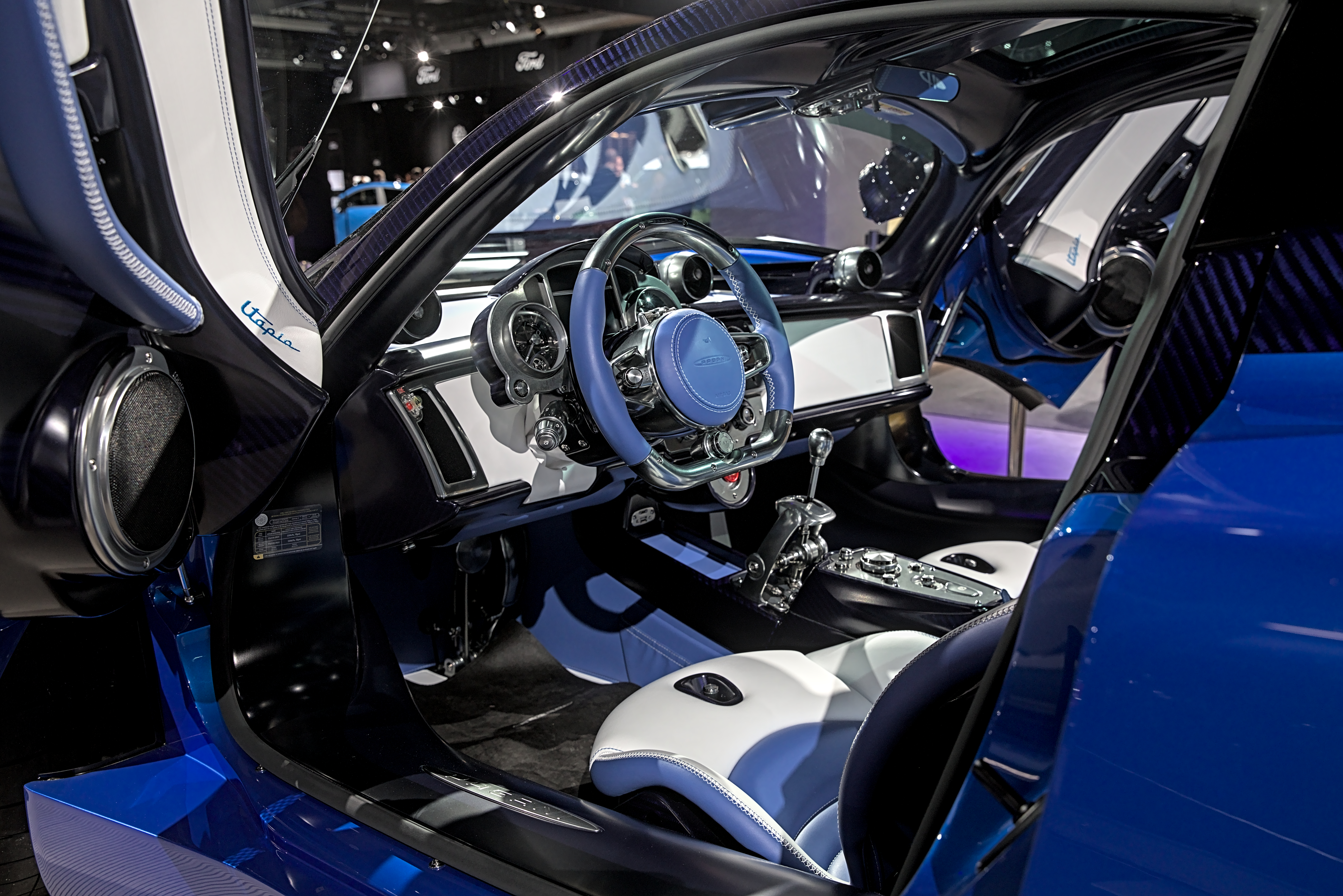
Interior

El interior destaca por su opulencia, deportividad y minimalismo, junto con corte retro a partes iguales. Combina elementos revestidos en cuero con paneles en aluminio, el diseño del volante con bolsa de aire hecho en aluminio y recubierto de cuero y la palanca de cambios que va en rejilla, que deja expuesto a la vista su mecanismo. También tiene pantallas en forma de esferas analógicas, de las cuales dos son para el panel de instrumentos, con el tacómetro situado a la izquierda y el velocímetro a la derecha, en combinación con otras cuatro esferas en la zona central del tablero, además de los de controles físicos.
Según el propio Horacio, guarda un diseño que no es ni moderno ni retro, sino más bien atemporal, prescindiendo de la pantalla central como en los demás coches de la actualidad. Además, se ha innovado en comparación con sus antecesores para lograr una mayor ergonomía, confort y facilidad de acceso.
También presenta una mezcla entre lo analógico y digital, cuyos componentes están hechos de una aleación de carbono y titanio, con piezas mecanizadas que parten del mismo bloque de material y el cuero, como toda una obra de arte. Tiene más modos para el control de tracción y de estabilidad que sus predecesores, incluyendo el modo Sport, que le permite derrapar en la carretera hasta 25 grados y mantenerse así durante cierto tiempo sin dificultad.

## Especificaciones
Tiene una suspensión independiente de doble horquilla hecha de aluminio forjado superpuesta, con muelles helicoidales colocados en posición casi horizontal de tipo «push-rod», así como amortiguadores semiactivos con varios ajustes predefinidos, la cual se ha basado en la experiencia acumulada a lo largo del desarrollo del Huayra R solamente para pista. Los frenos disco son provistos por la firma Brembo, hechos de compuesto carbono-cerámico de 410 x 38 mm (16,1 x 1,5 pulgadas) en el eje delantero y de 390 x 34 mm (15,4 x 1,3 pulgadas) en el trasero, con calipers monolíticos fijos de seis pistones en el eje delantero y de cuatro en el trasero. Los rines son de aluminio forjado, montados en neumáticos Pirelli P Zero Corsa o SottoZero, de medidas 265/35 R21 pulgadas (53,3 cm) de diámetro delanteros y 325/30 R22 pulgadas (55,9 cm) los traseros.
Su nuevo motor V12 biturbo de 5980 cm³ (6 litros), está específicamente diseñado y construido por Mercedes-AMG, el cual cumple con todas las regulaciones de emisiones globales. Pagani se asoció con Xtrac Limited para desarrollar una transmisión de siete velocidades montada transversalmente, disponible como manual pura o robotizada.
| Materiales del motor     | Bloque y cabezas de aluminio                                |
| Peso del motor           | 262 kg (578 libras) en seco                                 |
| Potencia máxima          | 864 CV (852 HP; 635 kW) @ 6000 rpm                          |
| Par máximo               | 1100 N·m (811 lb·pie), disponible entre las 2800 y 5900 rpm |
| Línea roja               | 6700 rpm                                                    |
| Potencia específica      | 144,5 CV/litro                                              |
| Sistema de lubricación   | Cárter seco                                                 |
| Relación peso a potencia | 1,5 kg/CV                                                   |
| Balance del peso         | 46% delantero y 54% trasero                                 |
| Diferencial              | Electromecánico                                             |
| Embrague                 | De placa triple                                             |

## Versión Roadster
Según las preferencias del propietario, el techo se puede elegir entre una capota blanda o rígida. Está equipado con el mismo V12 del cupé sin ningún tipo de electrificación ni necesidad de asistencia híbrida, el cual va acoplado una transmisión manual automatizada, o bien, una automática. Tiene el mismo peso que la versión cupé con 1280 kg (2822 libras), a diferencia de muchos otros descapotables que, debido al habitual refuerzo del chasis necesario cuando se corta el techo, sufren un incremento de peso importante. Cuenta con un paquete deportivo (Sport Pack) opcional totalmente personalizable, que también está disponible para el cupé. Incorpora el rojo habanero de carbono a la vista, inspirado en el Rojo Dubai del Zonda y deflectores de carbono Aeroblade en las ruedas, actuando como turbinas que extraen el aire caliente de los pasos de rueda y ayudan a enfriar los frenos. Del mismo modo, está equipado con una suspensión activa y rines de aleación de 21 a 22 pulgadas (53,3 a 55,9 cm) en neumáticos Pirelli P Zero Corsa, Winter o Trofeo RS, conectados al innovador sistema de sensores llamado Pirelli Cyber™ Tyre, que recopila información sobre los sistemas de control de estabilidad y de tracción, con la ayuda de un diferencial electrónico. Con todo esto, es capaz de alcanzar una velocidad máxima limitada a 217 mph (349 km/h), que está por debajo del cupé con 220 mph (354 km/h).
Su diseño refleja el mismo del cupé, excepto por el techo rediseñado. Conserva la parte delantera agresiva, con los faros dobles redondeados, flanqueando una parrilla abierta y las llamativas puertas de mariposa. Está fabricado alrededor del mismo chasis monocasco completamente rediseñado, para optimizar la rigidez y resistencia. Si el propietario opta por la capota rígida, podrá guardarla dentro del vehículo cuando no la utilice. Por su parte, la capota blanda se puede guardar dentro de una maleta montada detrás de los asientos. La unidad requiere 28 horas de trabajo continuo de fresadoras de cinco ejes.
Su habitáculo interior mantiene la atmósfera cruda y lujosa del cupé. Se ha etiquetado el volante como el símbolo mismo del coche, el cual está hecho de una sola pieza de metal ligero a partir de un bloque de 43 kg (95 libras), pesando 1,6 kg (3,5 libras). Cuenta con nuevas alfombrillas, imitando la textura específica de una embarcación con motor fueraborda. Se puede bloquear y desbloquear con un nuevo llavero rediseñado para reflejar su silueta. También se podrá optar por un juego de maletas de carbono revestidas de cuero, que tienen espacio diseñado específicamente en un compartimento especial junto al V12.
El modelo equipado con el Sport Pack, haría su debut público durante la semana del automóvil en Pebble Beach, entre el 9 y 18 de agosto de 2024. Se tenía previsto fabricar una edición limitada de 130 ejemplares para todo el mundo.